# Véronique Ellena

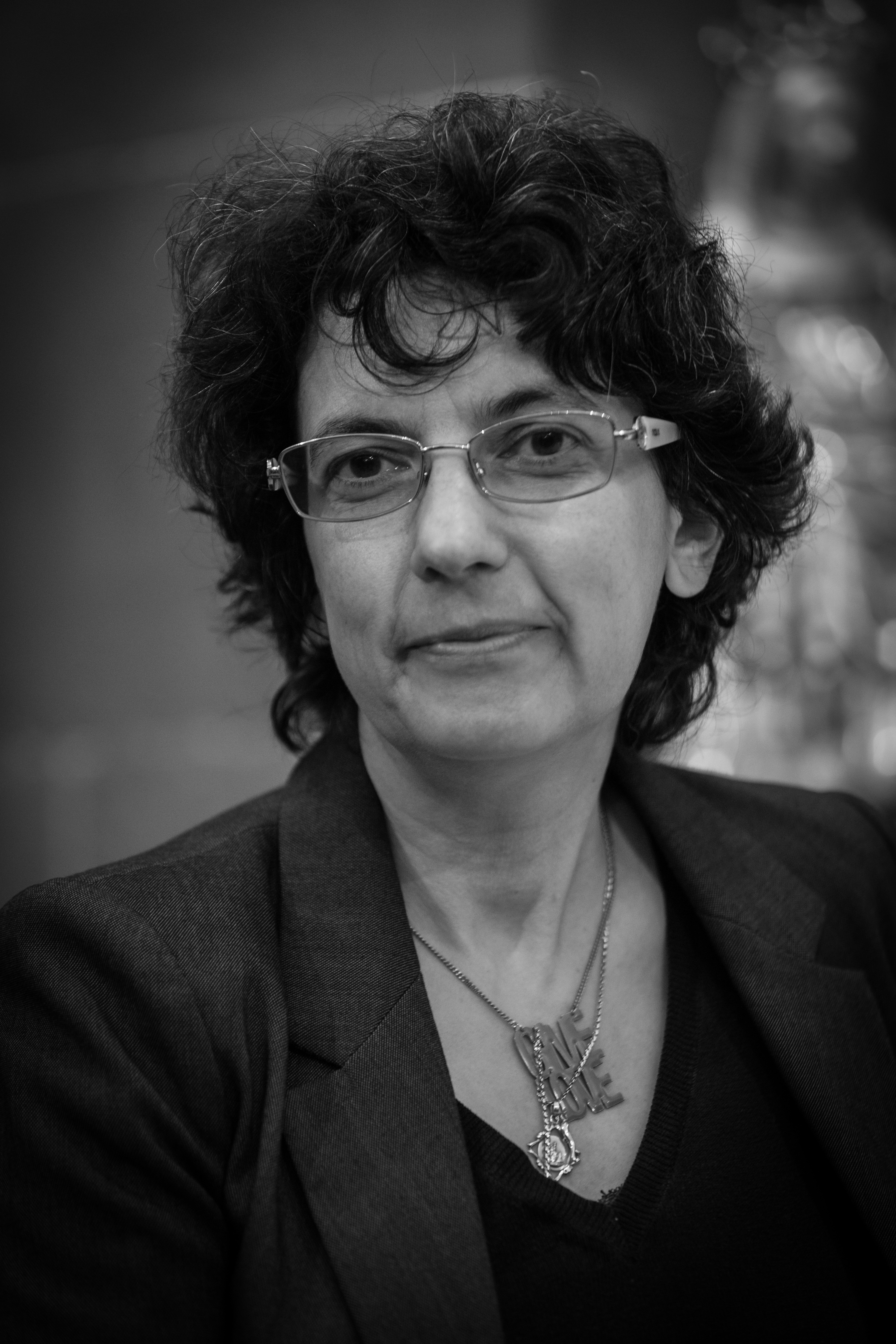
Véronique Ellena (2014)

Véronique Ellena (* 13. Juli 1966 in Bourg-en-Bresse, Département Ain, Frankreich) ist eine französische Fotografin und bildende Künstlerin. Sie lebt und arbeitet in Paris.
Ihre künstlerische Ausbildung erhielt sie an der École nationale supérieure d’art de Nancy und an der entsprechenden Schule in Dijon. An der École nationale supérieure des arts visuels (ENSAV) de La Cambre in Brüssel vertiefte sie ihre künstlerische Ausbildung im Bereich Photographie bei Gilbert Fastenaekens. An der École nationale supérieure des Beaux Arts de Nantes schloss sie ihre künstlerische Ausbildung ab. 1999 folgte ein Stipendium für die Villa Medici in Rom.
2015 gewann sie einen Wettbewerb des französischen Kulturministeriums für das Millennium-Buntglasfenster in der Katharinenkapelle des Straßburger Münsters. Neben mittelalterlichen Fenstern schuf sie über zwei 7,80 Meter hohe gotische Fenster eine Christusdarstellung, Le Christ aux cent visages (Christus mit den hundert Gesichtern).
2018 gab es eine Retrospektive im Musée Réattu in Arles, 2020 stellte sie im Parc floral de Paris aus. 2021 widmete ihr das Photo Art Center HANGAR in Brüssel eine Ausstellung mit dem Titel Living her life. Ihre Werke sind in zahlreichen privaten und öffentlichen Sammlungen vertreten, beispielsweise im Centre national d’art et de culture Georges-Pompidou, im Fonds national d’art contemporain oder im Musée de la Photographie de la Communauté française à Charleroi (Belgien).